# Chrionema squamiceps
Chrionema squamiceps és una espècie de peix de la família dels percòfids i de l'ordre dels perciformes.

## Hàbitat i distribució geogràfica
És un peix marí i batidemersal (entre 174 i 600 m de fondària sobre fons sorrencs), el qual viu a l'illa de Maui (les illes Hawaii).

## Observacions
És inofensiu per als humans i el seu índex de vulnerabilitat és moderat (39 de 100).